# 1910 en droit
Cet article présente les faits marquants de l'année 1910 en droit.

## Événements

### Juillet
- 11 juillet : mise en place en Uruguay de la ley de lemas, mode de scrutin original et endémique. Il sera supprimé en 1997.

## Naissances
- 5 juillet : Georges Vedel, professeur de droit public français (décédé le 21 février 2002)